# Phoxinus bigerri
La sanguinerola dei Pirenei (Phoxinus bigerri Kottelat, 2007) è un pesce osseo di acqua dolce appartenente alla famiglia Cyprinidae.

## Distribuzione e habitat
È endemico della regione pirenaica, sia in Francia (bacino del fiume Adour) che in Spagna (Cantabria, bacino dell'Ebro). È stato traslocato nel bacino del Douro.
Popola corsi d'acqua collinari e montani con acque fresche, limpide e correnti e con fondi di ciottoli o rocce.

## Descrizione
Molto simile alla sanguinerola europea da cui si può riconoscere per avere la pinna anale inserita sotto o posteriormente al termine posteriore della pinna dorsale (in P. phoxinus è inserita più avanti). Il bordo della pinna anale è dritto o convesso. La lunghezza della pinna anale è pari a quella del peduncolo caudale. Il profilo dorsale è quasi dritto e si incurva ripidamente verso il basso dopo l'occhio, negli esemplari più grandi ci può essere una gibbosità frontale. La linea laterale è completa (nella sanguinerola europea è incompleta).
Misura fino a 6,6 cm di lunghezza.

## Comportamento
È una specie gregaria.

## Alimentazione
Si ciba di invertebrati acquatici.